# Garbagna Novarese
Garbagna Novarese – miejscowość i gmina we Włoszech, w regionie Piemont, w prowincji Novara.
Według danych na rok 2004 gminę zamieszkiwały 963 osoby, 96,3 os./km².